# Voie verte de la Seine
La voie verte de la Seine est une traversée cyclable en site propre de l'agglomération du Grand Troyes qui relie la voie verte du canal de la Haute-Seine à la vélovoie des lacs.

## Description résumée
La voie verte de la Seine est un aménagement d’excellente qualité ouvert en 2015 reliant, à travers l’agglomération de Troyes, la voie verte du canal de la Haute-Seine de 27 km (prolongée en 2023 jusqu'à Crancey), soit au total un parcours en site propre en amont de Troyes d'environ 50 km,  à la Vélovoie des lacs de 42 km à proximité du cours de la Seine rivière non navigable à cet endroit.
Ces 3 voies vertes quasi-continues forment en 2024 un ensemble de plus de 100 km dont le prolongement est prévu, au nord-est jusqu’au lac du Der et Saint-Dizier, à l’ouest jusqu’à Nogent-sur-Seine. Ce parcours est un élément de la future véloroute de la Seine et une variante sud d'une véloroute de Paris à Strasbourg.
Sa surface est en revêtement lisse ou en stabilisé d’excellente qualité.
La voie verte est praticable avec tous vélos et rollers

## Historique
La voie verte de la Seine fait suite à la réalisation en 2003 de la Vélovoie des lacs au nord-est de l’agglomération de Troyes et à  celle de la voie verte du canal de la Haute-Seine à l’ouest en 2009.
La traversée de l’agglomération, maillon manquant de cet ensemble, a été ouverte en 2015.
Sa continuité a été permise par la restauration du pont-canal de Barberey-Saint-Sulpice avec création d’une passerelle piétons-cycles.

## Parcours
La voie verte prolonge celle du canal de la Haute-Seine dans l’axe du pont-canal de Barberey-Saint-Sulpice.
Cet édifice de 1846, inscrit au titre des monuments historiques, est un rare témoignage des débuts de l’architecture métallique. À la suite du déclassement en 1957 du canal de la Haute-Seine et du comblement de la partie amont jusqu'au centre de Troyes, le pont-canal est à sec. Le fond du pont-canal, qui reste hors d’eau, porte une passerelle piétons-cycles réalisée en 2015.
Après 2 km dans les bois et prairies, puis le long du canal Saint-Étienne sur 375 m, le parcours se poursuit par des pistes cyclables dans des rues pavillonnaires en périphérie de l’agglomération de Troyes où la voie verte n’est interrompue que sur un seul passage d’une centaine de mètres en voie partagée dans une rue à faible circulation.
Le parcours longe ensuite un large boulevard établi à l’emplacement de l’ancien canal de la Haute-Seine toujours en site propre puis des bassins vestiges de cet ancien canal dans le cœur historique de la ville (le bouchon de Champagne).
L’itinéraire s’éloigne du centre de Troyes par des pistes cyclables de 2 à 3 m de large. Par endroits, la voie verte longe la Seine ou des bras dérivés.
La voie verte traverse un parc urbain avec plusieurs passerelles enjambant de petits cours d’eau. Après un très court passage en voie partagée de part et d’autre d’un passage à niveau puis 500 m dans des prairies à l’écart des routes, la voie verte rejoint la Vélovoie des lacs à l’extrémité du canal de Saint-Julien.
La surface de la voie verte est en majorité en enrobé lisse, certains tronçons en revêtement stabilisé renforcé de très bonne qualité et un seul court passage plus rugueux d’environ 300 m le long de l’avenue Jules Guesde près du centre.
Des points pique-nique, bancs et accroche-vélos ont été installés.
Le parcours est fléché.
S’agissant d’un itinéraire urbain, il comprend inévitablement des traversées de carrefour mais les barrières sont peu nombreuses et d’un franchissement aisé.
Cette voie verte fait partie de la variante sud du parcours Paris-Strasbourg (et Prague) figurant au schéma national des véloroutes.

## Galerie

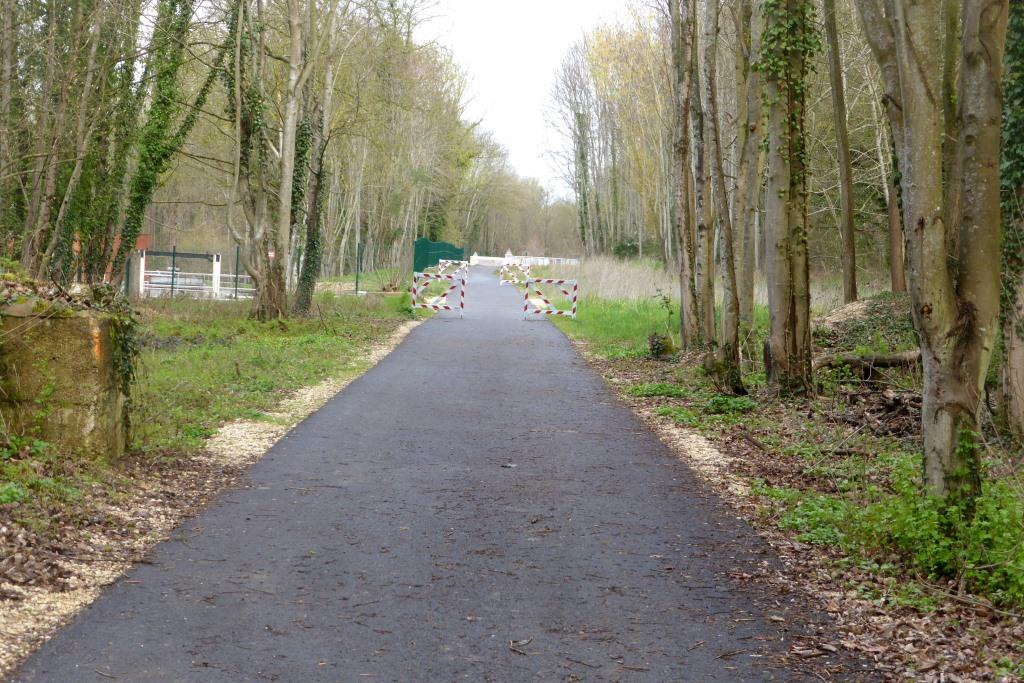
A l'entrée du pont canal.
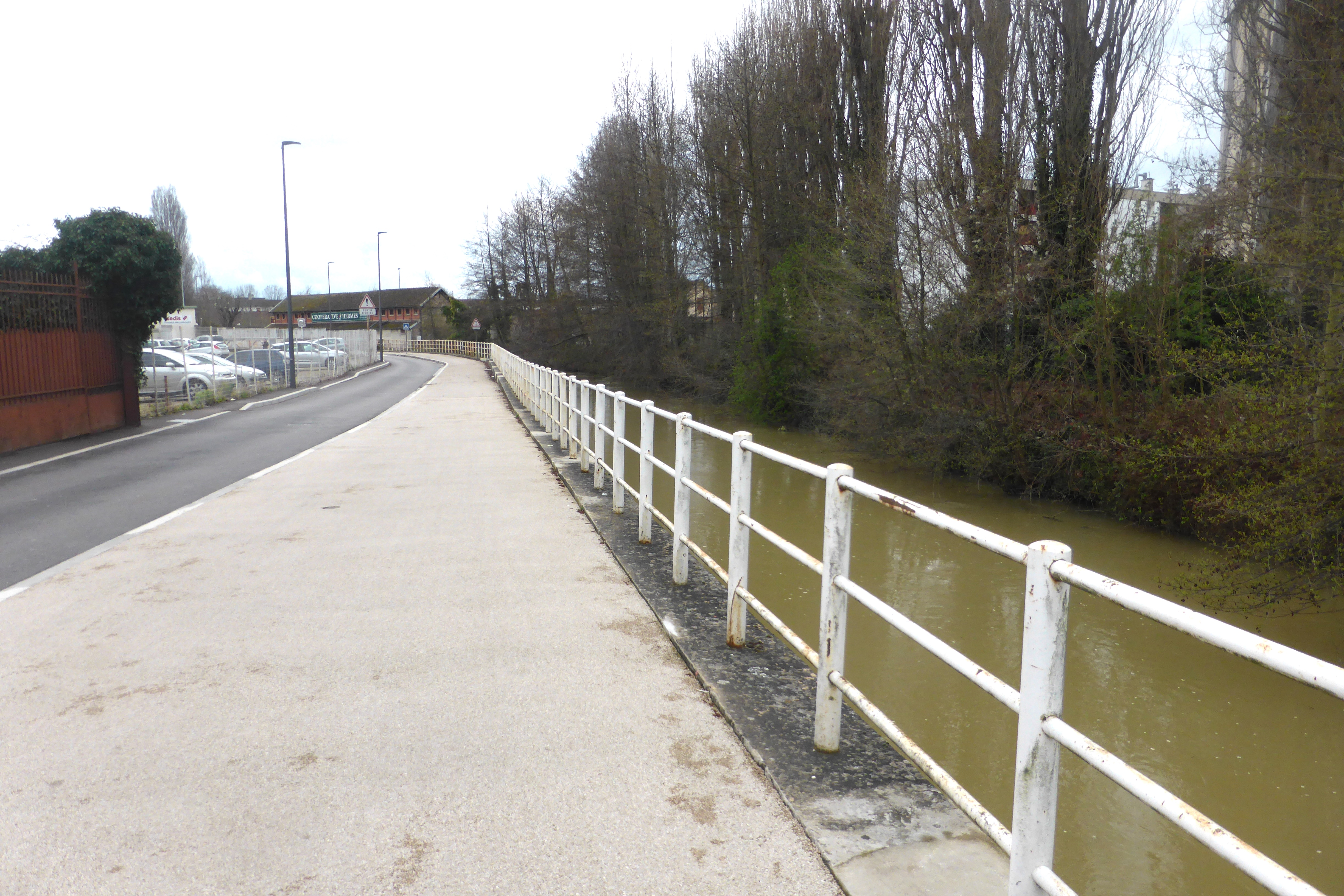
Piste cyclable au bord du canal des Trévois.
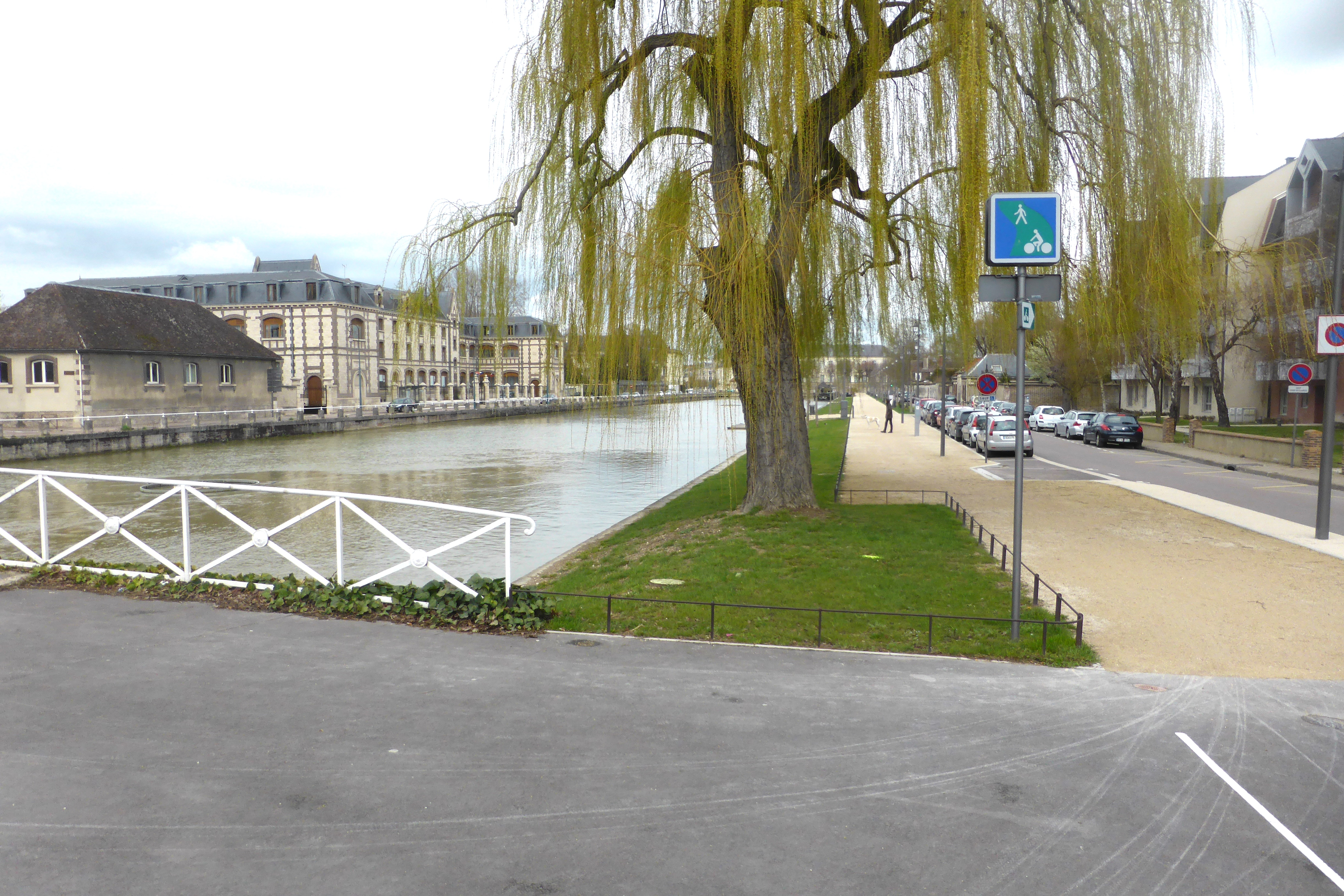
Quai de la Fontaine. Vestige de l'ancien canal dans le centre.
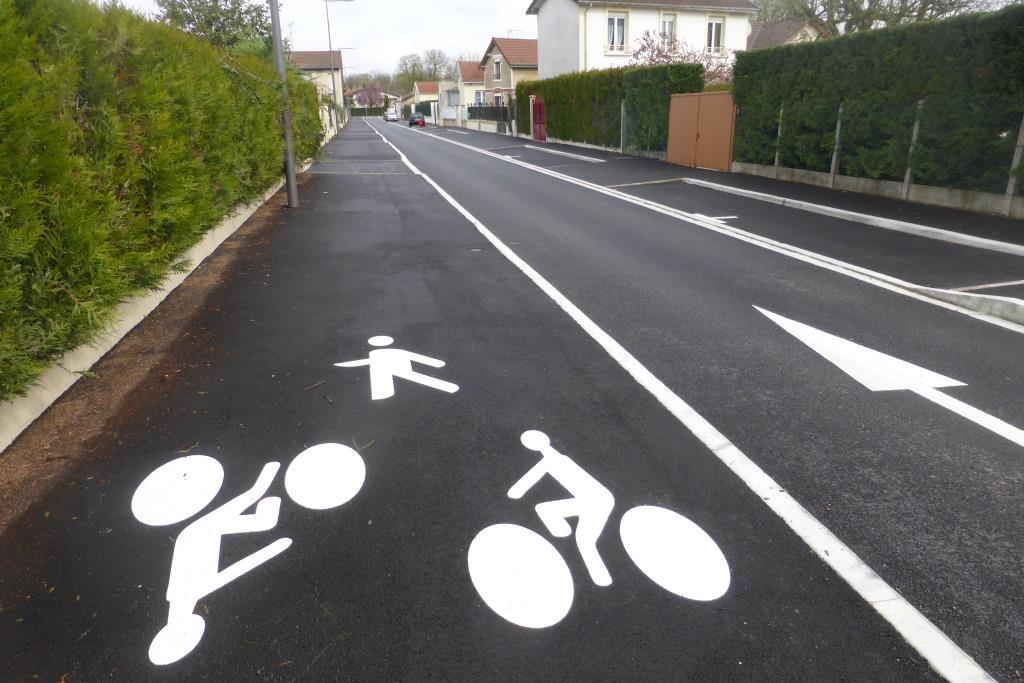
Voie verte de la Seine dans une rue secondaire en périphérie.
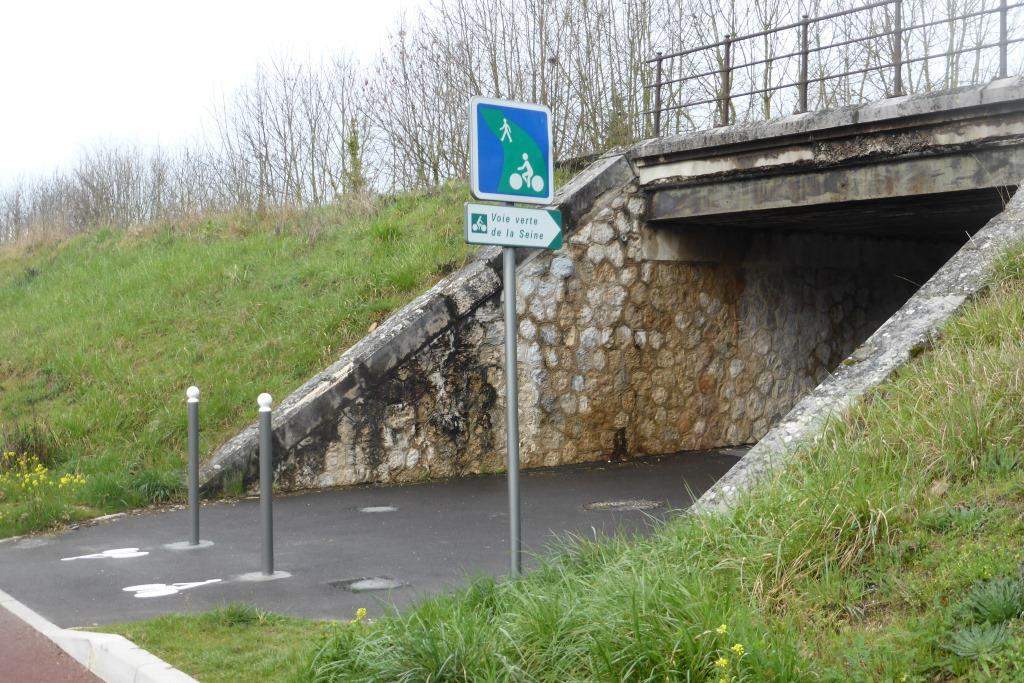
Passage de la voie verte sous une voie ferrée.